# 冲河镇
冲河镇是中国黑龙江省哈尔滨市五常市下辖的一个镇，位于五常市东南部山区。

## 行政区划
桥头溪乡下辖以下地区：
旭日村、新旗村、四平村、兴国村、小黑河村、五里四村、鹿青山村、丰源村、冲河村、永丰村和苇沙河村。